# Équipe des Bermudes féminine de football
Cet article traite de l'équipe féminine. Pour l'équipe masculine, voir Équipe des Bermudes de football.
Maillots
L'équipe des Bermudes féminine de football est l'équipe nationale qui représente les Bermudes dans les compétitions internationales de football féminin. Elle est gérée par la Fédération des Bermudes de football.
Les Bermudiennes n'ont jamais disputé une phase finale d'une compétition majeure de football féminin, que ce soit le Championnat féminin de la CONCACAF, la Coupe du monde ou les Jeux olympiques.

## Classement FIFA
| Année              | 2003 | 2004 | 2005 | 2006 | 2007 | 2008 | 2009 | 2010 | 2011 | 2012 | 2013 | 2014 | 2015 | 2016 | 2017 | 2018 |
| ------------------ | ---- | ---- | ---- | ---- | ---- | ---- | ---- | ---- | ---- | ---- | ---- | ---- | ---- | ---- | ---- | ---- |
| Classement mondial | 111  | 111  | 117  | 128  | 119  | 112  | 92   | 128  | 126  | 116  | 118  | 119  | 126  | 128  | 119  | 129  |